# Karel Holomek
Karel Holomek (6. března 1937 Brno – 27. srpna 2023) byl moravský romský aktivista a politik, předseda Společenství Romů na Moravě a čestný předseda Společnosti odborníků a přátel Muzea romské kultury. V letech 1990–1992 byl poslancem České národní rady za OF (Romská občanská iniciativa).

## Život
Ve stopách svého otce Tomáše Holomka, což byl první vysokoškolsky vzdělaný Rom v Československu, vystudoval strojní inženýrství na Vojenské akademii v Brně a několik let tam pracoval jako asistent. Po prověrkách po okupaci Československa vojsky Varšavského paktu 1968 musel pro své politické postoje Vojenskou akademii opustit. Živil se v různých povoláních, zejména ve stavebnictví jako řidič těžkých strojů a podobně. Karel Holomek žil v Brně, byl ženatý a měl dvě dcery.
Zemřel 27. srpna 2023 ve věku 86 let.

## Působení a ocenění
V letech 1990–1992 byl poslancem České národní rady za Občanské fórum a po jeho rozdělení za Občanské hnutí. Po roce 1992 založil stavební firmu, kde zaměstnával převážně Romy, kteří nemohli najít práci. Je předsedou Společenství Romů na Moravě a čestným předsedou Společnosti odborníků a přátel Muzea romské kultury. Byl také ředitelem Mezinárodního romského centra při Helsinském občanském shromáždění, členem Vládní rady pro lidská práva a šéfredaktorem romského časopisu Romano hangos.
Od roku 2002 byl nositelem medaile Za zásluhy III. stupně.
V roce 2024 mu byla in memoriam udělena Cena města Brna za rok 2023.

## Zajímavost
Pod literárním pseudonymem Karel Oswald vydal v roce 2010 knihu Dávné vzpomínky – Marnost nad marnost, ale jak krásná, popisující historii rodiny Holomkových.